# 안양 염불사 부도군
염불사 부도군은 대한민국 경기도 안양시 만안구 예술공원로 245번길 150에 있는 승탑 군이다. 2018년 7월 16일 안양시의 향토문화재 제2호로 지정되었다.

## 개요
고려 태조가 창건했다고 전해지는 전통사찰 염불사에는 조선시대 후의 부도 5기(석종형 부도3기, 마애부도 2기)가 남아있으며, 그 중에서도 마애부도는 조선후기 부도사 연구에 중요한 자료로 평가되고 있다.